# Підводка для очей

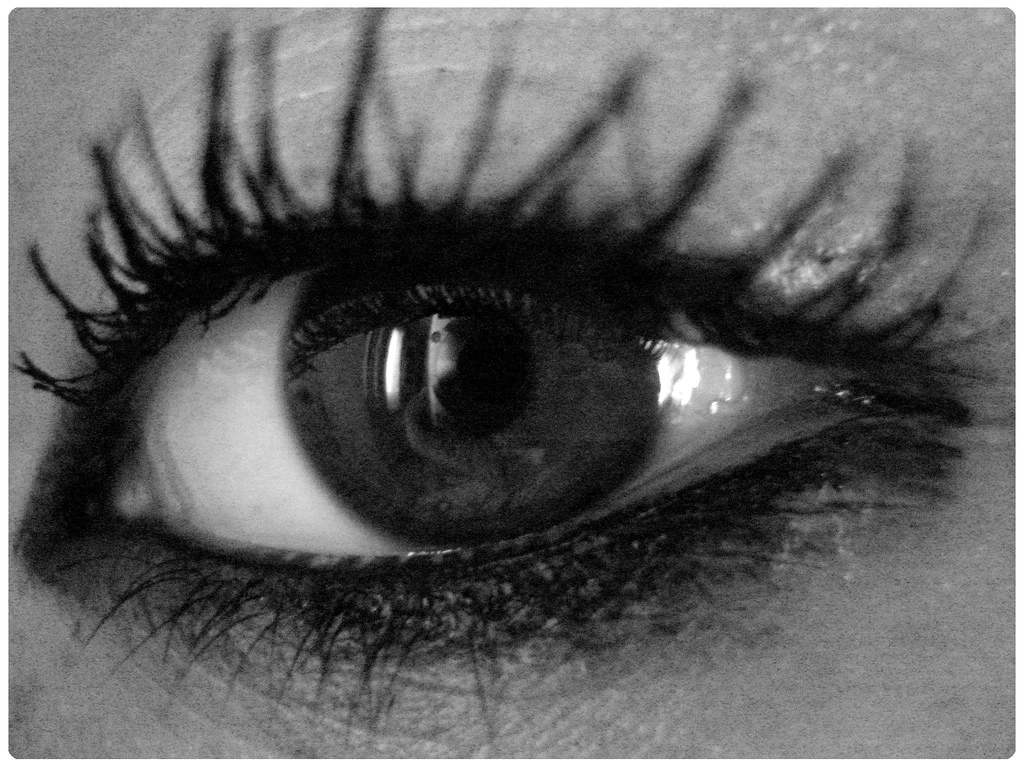
Підведені очі

Підводка для очей — косметичний засіб для виділення очей.

## Різновиди
Рідкі підводки. Зазвичай дають більш насичені кольори і, як правило, вони більш стійкі, ніж олівці. Важливою деталлю рідкої підводки є її пензлик. Він може бути у вигляді тонкого пензля довжиною до 1 см, може бути схожий на фломастер. Фломастероподібний аплікатор зручніше, особливо для тих, хто рідку підводку тільки почав освоювати: таким аплікатором легше провести рівну лінію, можна регулювати товщину лінії. Пензлем же найчастіше користуються професіонали — для того, щоб приручити її, потрібно витратити час.
Гелева підводка. Гелева підводка може бути різної щільності. Чим вище консистенція гелю, тим яскравіше і чіткіше вийде лінія, так само це гарантує, що гель не розтечеться по віку і буде слухняно слідувати за пензликом. Вона робить погляд томним і не натуральним. Професійні гелеві підводки, як правило високопігментовані, це забезпечує стійкість, а так само економну витрату. У середньому при щоденному використанні однієї баночки гелю вистачить на 6 місяців.
Кремоподібна підводка. Кремова підводка для очей має консистенцію крему, випускається у вигляді тюбиків або олівців. Після застосування кремовою підводки очі виглядають природно. Колірна гамма поступається рідкій підводці й олівцям дуже сильно, використовувати зручніше на комусь (зручно для візажистів), а на собі потрібно довго тренуватися.
Підводка — фломастер. Представлена у небагатьох виробників, і, хоча зручна в нанесенні, швидко висихає в тюбику. Текстура її досить рідка. Головна зручність полягає в тому, що не потрібно дозувати кількість підводки на пензлику самостійно, що дуже економить час.

## Історія

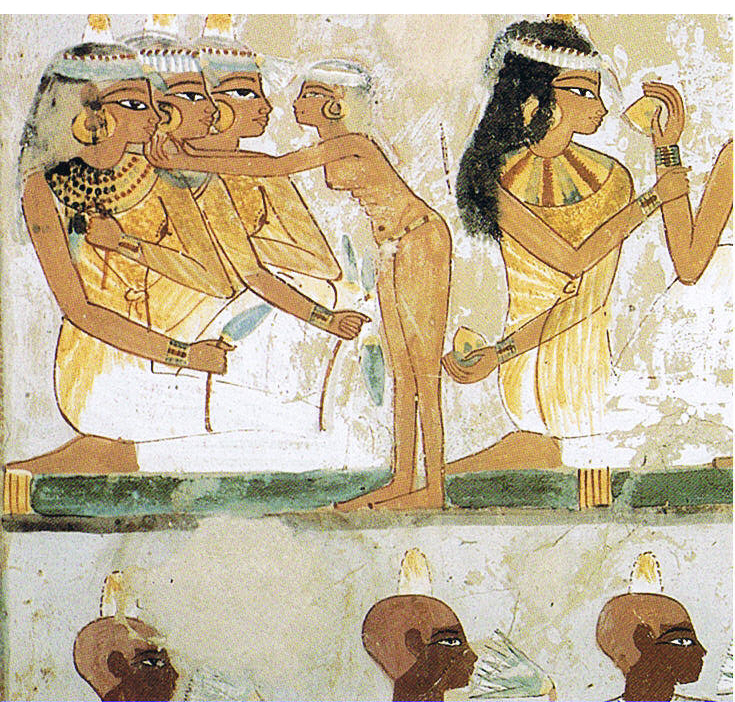
Жінки та чоловіки в стародавньому Єгипті застосовували підводку для очей (кохль), із усипальниці єгипетського астронома Нахт в Фівах (XV століття до н. е.).

Підводку для очей як засіб краси вперше використовували у стародавньому Єгипті та Месопотамії, у вигляді темної чорної лінії довкола очей. Ще 10000 до н. е., єгиптяни і жителі Межиріччя застосовували різноманітну косметику, в тому числі і підводку для очей, не тільки з естетичною метою, але і з метою захистити шкіру від яскравого сонця пустелі. Дослідники також припускають, що підводку для очей використовували як засіб від навроки. Характерний вигляд очей із добре виділеною підводкою довкола очей часто зображається в мистецтві стародавнього Єгипту. Люди того часу виробляти підводку із різних матеріалів, зокрема із мідної руди та сурми. Кохль стародавнього Єгипту містив галеніт, який імпортували із сусідніх регіонів Землі Пунт, Коптос та Західної Азії.
У 1920 році було відкрито гробницю Тутанхамона, що запровадило використання підводки для очей в Західному світі. 1920-ті роки це ера, яка загалом асоціюється із багатьма кардинальними змінами у жіночій моді, і ставлення до жіночого макіяжу стало більш ліберальним, він став застосовуватися частіше.
У 1960-х роках використовували рідку підводку для очей, що дозволяла створювати товсті чорні і білі лінії довкола очей, і ця мода макіяжу асоціювалася із такими дизайнерами як Мері Квант. В 60-х та 70-х роках світ побачив інші нові модні тенденції із застосуванням підводки для очей, тіней для повік та туші для вій. З розвитком готичної та моди панків, підводку для очей також почали використовувати для створення темного і драматичного ефекту.

## Хімічний склад
Традиційні воскові засоби для підводки очей складаються в середньому з 20 компонент. Близько 50 % ваги складають воски (а саме, японський віск, жири, або відповідні рідкі матеріали, які легко прилягають до шкіри. У більшості звичайної косметики сьогодні міститься стеарил-гептаноат. Типовими пігментами можуть бути: оксид заліза, а також невеликі кількості Оксид титану та берлінська лазур.